# Escreve Aí
"Escreve Aí" é uma canção do cantor e compositor brasileiro Luan Santana, composta pelo mesmo, com a colaboração de Bruno Caliman, Dudu Borges e Douglas Cezar. Foi lançada em 13 de março de 2015 como segundo single do seu quarto álbum ao vivo intitulado Acústico.
"Escreve Aí" alcançou o topo da Brasil Hot 100 Airplay em 25 de abril de 2015, permanecendo 5 semanas na liderança da parada musical. A canção voltou ao topo da parada novamente em 8 de junho de 2015, permanecendo 10 semanas na liderança da parada musical.
"Escreve Aí" permaneceu 17 semanas não consecutivas no topo da Brasil Hot 100 Airplay, sendo a música com maior permanência no topo da tabela em 2015.
A fez parte da trilha sonora da novela I Love Paraisópolis da Rede Globo, tema das personagens de Tatá Werneck e Danton Mello.

## Composição
O compositor da canção, Bruno Caliman, revelou que estava levando seus filhos para escola, e de repente estalou os dedos, e achou interessante aquele som, e que tinha que escrever uma canção que envolve-se o "estalar de dedos". Neste mesmo momento voltou para casa, escreveu a canção ele enviou para Luan que finalizou o refrão da mesma junto com Dudu Borges e Douglas Cezar.

## Videoclipe
O videoclipe da canção foi lançado no dia 13 de março de 2015, gravado ao vivo nos Estúdios Quanta, é possível notar, inclusive, que Luan Santana gravou duas versões da canção. Num primeiro momento, o músico aparece vestindo uma jaqueta preta, enquanto está sentado em uma cadeira, e a iluminação do cenário baixa. Já no refrão, ele está de pé com uma camiseta branca e gravata preta, e o cenário todo iluminado com painéis de Led e luzes especiais em formato triangular.

## Apresentações ao vivo
No dia 25 de abril de 2015 o cantor apresentou a canção no programa televisivo Altas Horas da Rede Globo.

## Lista de faixas
| Download digital |              |         |  |
| N.º              | Título       | Duração |  |
| 1.               | "Escreve Aí" | 3:58    |  |

## Prêmios e indicações
| Ano  | Prêmio            | Indicação     | Resultado |
| ---- | ----------------- | ------------- | --------- |
| 2015 | Melhores do Ano   | Música do Ano | Indicado  |
| 2015 | Caldeirão de Ouro | As 10+ do Ano | 1º Lugar  |

## Desempenho nas tabelas musicais

### Posições
| Tabela musical (2015)                                       | Melhor posição |
| ----------------------------------------------------------- | -------------- |
| Brasil - Billboard Brasil Hot 100 Airplay                   | 1              |
| Brasil - Billboard Brasil Regional Belo Horizonte Hot Songs | 1              |